# Городок (струмок)
Городок — струмок в Україні у Білоцерківському районі Київської області. Правий доплив річки Росави (басейн Дніпра).

## Опис
Довжина струмка приблизно 3,49 км, найкоротша відстань між витоком і гирлом — 3,23  км, коефіцієнт звивистості річки — 1,08 . Формується декількома струмками та загатами.

## Розташування
Бере початок на південно-східній околиці села Ємчиха. Тече переважно на північний захід і на південно-західній околиці села Маслівка впадає у річку Росаву, ліву притоку річки Росі.

## Цікаві факти
- На струмку існують газгольдер та декілька газових свердловин[1].